# Florin Lovin
Florin Lovin (Piatra Neamţ, Rumanía, 11 de febrero de 1982) es un futbolista rumano. Juega de centrocampista y su equipo actual es el Astra Giurgiu de la Liga I de Rumanía.

## Biografía
Florin Lovin, que actúa de centrocampista defensivo, empezó su carrera futbolística en el modesto Rafinăria Dărmăneşti.
En 2001 firma un contrato profesional con el FCM Bacău. Debuta en Liga I el 25 de mayo de 2002 en el partido Progresul Bucureşti 2-1 FCM Bacău.
A principios de 2005 ficha por su actual club, el Steaua de Bucarest, equipo que tuvo que realizar un desembolso económico de 150.000 euros para poder hacerse con sus servicios. Esa misma temporada ayuda a su club a conquitar el título de Liga. Al año siguiente su equipo gana dos trofeos, una Liga y una Supercopa de Rumania, y además realiza un gran papel en la Copa de la UEFA, llegando a semifinales, donde cae derrotado ante el Middlesbrough. 

## Clubes
| Club              | País     | Año       |
| ----------------- | -------- | --------- |
| FCM Bacău         | Rumania  | 2001-2005 |
| Steaua Bucarest   | Rumania  | 2005-2009 |
| 1860 Munich       | Alemania | 2009-2011 |
| Kerkyra FC        | Grecia   | 2011-2012 |
| Kapfenberger SV   | Austria  | 2012      |
| SV Mattersburg    | Austria  | 2012-2014 |
| FC Oţelul Galaţi  | Rumanía  | 2014      |
| Concordia Chiajna | Rumanía  | 2014-2015 |
| Astra Giurgiu     | Rumanía  | 2015-2017 |

## Títulos
- 3 Ligas de Rumania (Steaua de Bucarest, 2005, 2006 y 2016 Astra Giurgiu)
- 2 Supercopas de Rumania (Steaua de Bucarest, 2006 y 2016 Astra Giurgiu)